# Hugo Declercq
Hugo Declercq (Gent, 7 februari 1930 – aldaar, 4 juni 1996) was een Vlaams kunstschilder en graficus die actief was in Gent in de tweede helft van de twintigste eeuw.

## Biografie
Hij was een modernistisch schilder en tekenaar vooral van landschappen en interieurs. In 1959 vestigde hij zich in Deurle en later verhuisde hij naar Heusden en Hansbeke. 
In het begin van zijn carrière schilderde hij figuratief en intimistisch, na 1958 gaat hij over naar het non-figuratieve werk, op de grens van  figuratie en abstractie. Werk van Hugo Declercq is te vinden in de Prentenkabinetten te Brussel en Parijs en in de Musea van Brussel, Deinze, Gent en Oostende.
- Bibliothèque nationale de France: cb14971726k (data)
- International Standard Name Identifier: 0000 0000 7846 8069
- Nederlandse Thesaurus van Auteursnamen: 072347554
- RKD-Nederlands Instituut voor Kunstgeschiedenis: 20501
- Union List of Artist Names: 500036882
- Virtual International Authority File: 95912747
- WorldCat: E39PBJfmmw4TwpP94C7VVXwQv3